# Trofeo Memorial Quinocho
El Trofeo Memorial Quinocho es un torneo de fútbol de verano organizado por el Real Club Celta de Vigo que se disputa anualmente desde el año 1995 en el Estadio de Balaidos, en la ciudad de Vigo. Está dedicado al antiguo gerente del equipo, Joaquín Fernández Santomé Quinocho, asesinado tras un atraco a la sede del club en el año 1988.

## Historial
| Edición | Año  | Ganador                | Finalista           | Marcador   |
| ------- | ---- | ---------------------- | ------------------- | ---------- |
| I       | 1995 | Real Club Celta        | SD Compostela       | 2-1        |
| II      | 1996 | Real Club Celta        | Athletic Club       | 2-1        |
| III     | 1997 | Vitória Sport Clube    | Real Club Celta     | 2-1        |
| IV      | 1998 | Real Club Celta        | Real Betis          | 2-0        |
| V       | 1999 | Real Club Celta        | Real Betis          | 2-1        |
| VI      | 2000 | Real Club Celta        | AS Roma             | 1-1 (p)    |
| VII     | 2001 | Real Club Celta        | UD Las Palmas       | 2-0        |
| VIII    | 2002 | Real Club Celta        | Vitória Sport Clube | 4-0        |
| IX      | 2003 | Real Club Celta        | Olympiakos          | 2-2 (3-1p) |
| X       | 2004 | Real Club Celta        | Sporting Braga      | 3-2        |
| XI      | 2005 | Real Club Celta        | Sporting Braga      | 2-0        |
| XII     | 2006 | Real Club Celta        | Sporting Braga      | 2-1        |
| XIII    | 2007 | Real Club Celta        | Boavista FC         | 3-1        |
| XIV     | 2008 | Real Club Celta        | CD Numancia         | 0-0 (5-4p) |
| XV      | 2009 | Real Club Celta        | Real Valladolid     | 1-0        |
| XVI     | 2010 | Paços de Ferreira      | Real Club Celta     | 1-0        |
| XVII    | 2011 | Real Club Celta        | Sporting Braga      | 2-1        |
| XVIII   | 2012 | Real Club Celta        | Wigan Athletic      | 1-0        |
| XIX     | 2013 | Real Club Celta        | Southampton         | 0-0 (4-1p) |
| XX      | 2014 | Real Club Celta        | Cagliari Calcio     | 4-0        |
| XXI     | 2015 | Real Club Celta        | Genoa               | 4-0        |
| XXII    | 2016 | Real Club Celta        | Sporting Braga      | 2-1        |
| XXIII   | 2017 | Udinese Calcio         | Real Club Celta     | 1-1 (3-2p) |
| XXIV    | 2018 | Maguncia 05            | Real Club Celta     | 2-1        |
| XXV     | 2019 | Società Sportiva Lazio | Real Club Celta     | 2-1        |
| XXVI    | 2022 | Real Club Celta        | Al-Shabab Club      | 6-0        |
| XXVII   | 2023 | Real Club Celta        | Olympique de Lyon   | 1-0        |

## Títulos por equipo
| Equipo                  | Títulos | Subtítulos | Años campeón | Años subcampeón              |
| ----------------------- | ------- | ---------- | --- | ---------------------------- |
| Real Club Celta de Vigo | 22      | 5          | 1995, 1996, 1998, 1999, 2000, 2001, 2002, 2003, 2004, 2005, 2006, 2007, 2008, 2009, 2011, 2012, 2013, 2014, 2015, 2016, 2022, 2023 | 1997, 2010, 2017, 2018, 2019 |
| Vitória Sport Clube     | 1       | 1          | 1997 | 2002                         |
| Paços de Ferreira       | 1       | 0          | 2010 |                              |
| Udinese Calcio          | 1       | 0          | 2017 |                              |
| Maguncia 05             | 1       | 0          | 2018 |                              |
| Società Sportiva Lazio  | 1       | 0          | 2019 |                              |

## Títulos por país
| País           | Títulos | Subtítulos |
| -------------- | ------- | ---------- |
| España         | 20      | 12         |
| Portugal       | 2       | 7          |
| Italia         | 2       | 3          |
| Alemania       | 1       | 0          |
| Inglaterra     | 0       | 2          |
| Grecia         | 0       | 1          |
| Arabia Saudita | 0       | 1          |
| Francia        | 0       | 1          |